# Hastanectes valdensis
Lo hastanecte (Hastanectes valdensis) è un rettile acquatico estinto, appartenente ai plesiosauri. Visse nel Cretaceo inferiore (Valanginiano, circa 135 milioni di anni fa) e i suoi resti fossili sono stati ritrovati in Inghilterra.

## Descrizione
Questo animale, come tutti I suoi simili, doveva avere una grossa testa armata di forti denti e quattro arti a forma di pinne. I resti fossili attribuiti a questa specie comprendono alcuni scheletri incompleti, che permettono tuttavia di differenziarlo da forme simili. Hastanectes possedeva il margine ventrale dei centri vertebrali cervicali stretto da forami subcentrali a metà della lunghezza, per poi espandersi anteriormente a formare una piattaforma triangolare. Oltre a questa caratteristica unica, Hastanectes mostrava una combinazione di caratteri che lo differenziava da altre forme simili: collo corto con circa 20 vertebre cervicali, prezigapofisi cervicali ben spaziate, centri cervicali con un “labbro” prominente anteriore, un margine ventrale stretto dei centri cervicali, faccette articolari delle costole a testa singola e un omero sigmoidale.

## Classificazione
I primi fossili di questo animale vennero descritti nel 1889 da Richard B. Lydekker, e provenivano dalla formazione Wadhurst Clay nei pressi di Hastings, nel Sussex (Inghilterra). Lydekker attribuì i resti a una nuova specie del genere Cimoliasaurus, C. valdensis, e fu solo una ridescrizione operata nel 2012 a permettere l'attribuzione di questo taxon a un nuovo genere, Hastanectes. Hastanectes è considerato un rappresentante dei pliosauridi, un gruppo di plesiosauri dotati di grandi teste e colli corti. Hastanectes, in particolare, è considerato un rappresentante basale della famiglia, in una posizione intermedia tra l'arcaico Marmornectes e il più derivato Peloneustes.